# Wellington Roberto
José Wellington Roberto (São José de Piranhas, 19 de maio de 1959) é um empresário e político brasileiro filiado ao Partido Liberal (PL). Ocupou o cargo de Senador entre 1998 a 2003, posteriormente sendo eleito Deputado federal pelo Estado da Paraíba nas eleições de 2002, cargo que ocupa até a atualidade.

## Biografia
Filho de Epitácio Roberto Dantas e Maria Roberto Sobrinho, ingressou na Universidade Federal da Paraíba em Campina Grande aos vinte anos sem, contudo, concluir o curso de Engenharia Civil. Empresário do ramo sucroalcoleiro e de corretagem de veículos, filiou-se ao PMDB e foi eleito suplente do senador Humberto Lucena em 1994 sendo efetivado após a morte do titular em abril de 1998. Eleito deputado federal em 2002 (pelo PTB) e em 2006 (pelo antigo PL). Atualmente está filiado ao Partido Liberal (PL).
Em 17 de abril de 2016, Wellington Roberto votou contra a abertura do processo de impeachment de Dilma Rousseff.
Em 14 de junho de 2016, apoiou o Deputado Eduardo Cunha votando contra a sua cassação no comitê de ética da Câmara dos Deputados.
Desempenho eleitoral
| Ano  | Partido | Votos   | %    | Diferença em relação ao ano anterior | Resultado |
| ---- | ------- | ------- | ---- | ------------------------------------ | --------- |
| 2002 | PTB     | 76.526  | 4,44 | Estável                              | Eleito    |
| 2006 | PL      | 125.407 | 6,48 | 48.881                               | Eleito    |
| 2010 | PR      | 113.167 | 5,8  | 12.240                               | Eleito    |
| 2014 | PR      | 104.799 | 5,41 | 8.368                                | Eleito    |
| 2018 | PR      | 107.465 | 5,4  | 2.666                                | Eleito    |
| 2022 | PL      | 109.067 | 4,92 | 1.602                                | Eleito    |

## Operação Sanguessuga
Wellington Roberto foi acusado pelo empresário Darci Vedoin de envolvimento no que foi chamado de Escândalo dos sanguessugas. Segundo Vedoin, Wellington Roberto teria recebido 10% de comissão de cada emenda de sua autoria que resultasse em licitação ganha em prefeituras ou entidades não governamentais. Ainda pesa contra o político, transcrição de ligação telefônica com o então assessor do Ministério da Saúde Jairo Lanogni de Carvalho.
O esquema foi conhecido pela mídia como Operação Sanguessuga, nome da ação deflagrada pela Polícia Federal em parceria com o Ministério Público do Mato Grosso do Sul. O esquema consistia em desviar dinheiro público destinado a compra de ambulâncias e equipamento hospitalar, somando quantia milionária. As fraudes em licitações ocorreram em todos os estados brasileiros, à exceção do Amazonas.
Por ter foro privilegiado, a ação contra Wellington Roberto corre em segredo de justiça no Supremo Tribunal Federal.

## Tropa do Cunha
Wellington Roberto é conhecido por fazer parte da chamada "Tropa de Choque de Cunha", grupo composto por 9 (nove) Deputados Federais que teve como objetivo obstar no Conselho de Ética todas as tentativas de investigação e punição do Presidente da Câmara Eduardo Cunha, o qual tem contas em seu nome na Suíça. Trabalhou ativamente na campanha do colega de partido à presidência da Câmara. No Conselho de Ética, é um dos deputados mais atuantes na defesa de Cunha. O deputado costuma apresentar reiterados questionamentos nas sessões do Conselho de Ética, como uma manobra para adiar ao máximo o andamento do processo. Votou contra a admissibilidade do processo que pede a cassação do mandato do deputado Eduardo Cunha (PMDB-RJ), presidente da Câmara, juntamente com outros 8 deputados. Teve seu voto vencido, pois outros 11 deputados votaram pela abertura do processo.